# Альберти, Херони
Херони Альберти Пикорнель (исп. Jeroni Albertí Picornell, 26 октября 1927 года,  муниципалитет Баньяльбуфар на Мальорке, Королевство Испания — 21 февраля 2024 года, там же) — испанский бизнесмен и политик. Первый президент Межостровного генерального совета в период (1977—1982) перед автономией Балеарского правительства.

## Биография
Родился в муниципалитете Баньяльбуфар на Мальорке 26 октября 1927 года
Несколько лет жил и работал в Венесуэле. В 1960-х годах вернулся на Майорку, где занялся предпринимательством в различных секторах. С 1971 по 1983 год был президентом Ассоциации промышленников Майорки. В период его пребывания в должности был создан Балеарский институт исследований делового управления — постоянно работающего учебного заведения для балеарских бизнесменов, готовящего политический класс Майорки. Став членом Союза демократического центра, он стал региональным лидером партии и получив место сенатора от Майорки как независимый депутат от Союза демократического центра на выборах 1977 года и будучи переизбранным два года спустя.
После начала процесса автономизации Балеарских островов Альберти возглавил местную Ассамблею парламентариев, ответственную за проведение мероприятий, предусмотренных в Конституции Испании, по обретению автономии. Он был назначен председателем Островного совета Майорки до обретения автономии в 1979 году и председателем Генерального межостровного совета (органа Балеарских островов до обретения автономии) в 1982 году. После поражения Союза демократического центра на выборах 1982 года, с новой партией, созданной им — Unió Mallorquina (Союз Майорки), он баллотировался на местных выборах 1983 года и был избран председателем Островного совета Майорки при поддержке Coalición Popular в обмен на поддержку UM Габриэля Канельяса на посту президента автономной области. В следующем законодательном собрании (1987—1991) Альберти был председателем парламента Балеарских островов. Он был кандидатом от партии Unió Mallorquina на всеобщих выборах 1993 года и на выборах в городской совет Пальмы в 1995 году, но не был избран ни на одном из них.
В 1988 году был награждён орденом «За конституционные заслуги».
Альберти умер в Пальма-де-Майорке 21 февраля 2024 года в возрасте 96 лет. В связи со смертью Херони Альберти Правительство Балеарских островов объявило двухдневный официальный траур на островах.